# Élio Cláudio Dulcício

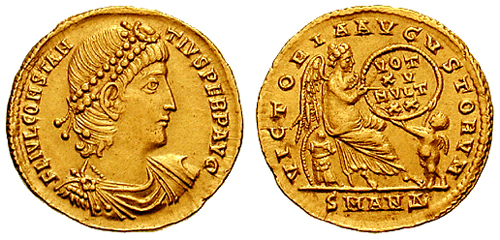
Soldo de r.

Élio Cláudio Dulcício (em latim: Aelius Claudius Dulcitius; m. antes de 388) foi um oficial romano do século IV, ativo durante o reinado dos imperadores Constâncio II (r. 337–361) e Juliano, o Apóstata (r. 361–363). De origem humilde e filho de um assentador, era nativo da Frígia. Libânio listou-o dentre os romanos que ascenderam durante o reinado de Constâncio II.
Exerceu em data desconhecida as funções de notário e então senador em Constantinopla. Pouco antes de 361, foi governador da Fenícia e então vigário da Trácia. Entre 361-363, exerceu a função de procônsul da Ásia. Ele foi atestado em inscrições oriundas de Éfeso e Pérgamo.